# Antigona Papazicopol
Antigona Papazicopol (n. 1915, București, România – d. 1997, București, România) a fost o legendară marionetistă (artistă mânuitoare) din România. 

## Biografie
A fost absolventă a Facultății de Belle Arte. Prin decizia d-lui Ion Petrovici, ministru secretar de Stat la Departamentul Culturii Naționale și al Cultelor cu Nr. 26.247 din 18 iulie 1942, d-ra Papazicopol Antigona și d-na Feraru Maria se numesc, pe data prezentării la serviciu, în posturile de artist specialist stagiar cl. I, vacante la Laboratorul de Biologie al Casei Școalelor fiind retribuite cu cîte o diurnă de lei 7.200 lunar.
A activat la Teatrul Țăndărică de la întemeierea sa (în 1945, de către Lucia Calomeri și Elena Pătrășcanu, cu sprijinul Fundației Regele Mihai I) și până la pensionare, în 1968.  A fost laureată a premiului de stat, artistă emerită.
A rămas celebru cuplul pe care îl făcea cu o altă mare marionetistă, Dorina Tănăsescu.
A activat și ca pedagog, conducând cursuri de mânuire a marionetei. 
A făcut roluri remarcabile în spectacole mari ale teatrului Țăndărică:
- Pădurea fermecată - 1945
- Țăndărică la circ - 1946
- Galoșul fermecat - 1948
- Harap Alb - 1950
- Circul Atlantic - ?
- Umor pe sfori - 1954 (co-autoarea spectacolului, alături de Dorina Tănăsescu, Ella Conovici, R Zolla, Ioana Constantinescu, Mioara Buescu - Primul mare succes internațional al teatrului Țăndărică)
- Băiatul și vântul - 1954
- Povestea porcului - 1956
- Harap Alb - 1961
- Milioanele lui Arlechin - 1957
- Isprăvile lui Heracle - 1959
- Micul Prinț - 1960 (în regia lui Radu Penciulescu, unde anima admirabil diferite personaje - Floarea, Șarpele)
- Cactus întâiul și ultimul - 1961
- Cartea cu Apolodor - 1962
- A fugit un tren - 1962
- Amănarul - 1965
- Tigrișorul Petre - 1966
- Vrăjitorul din Oz - 1967

A semnat regia pentru spectacolul Gâscănelul.

## Distincții
- Ordinul Muncii clasa a III-a (14 iunie 1957) „cu prilejul sărbătoririi zilei de 1 iunie «Ziua internațională a copilului», pentru merite deosebite în muncă”[3]